# Cúp bóng đá Hàn Quốc
Cúp Quốc gia Hàn Quốc là một giải đấu loại trực tiếp cấp quốc gia với sự tham dự của các câu lạc bộ từ K League 1, K League 2, K3 League, K4 League và K5 League, được tổ chức hàng năm bởi Liên đoàn bóng đá Hàn Quốc (KFA).
Thể thức trước đó được bắt đầu từ năm 1921, với Giải bóng đá toàn Joseon (1921–1940) và trở thành Giải vô địch bóng đá quốc gia (1946–2000), còn FA Cup theo thể thức hiện tại thì bắt đầu từ năm 1996. KFA đã hợp nhất các giải đấu cúp để trở thành FA Cup năm 2000. Đội vô địch sẽ giành vé tham dự Cúp C1 châu Á.

## Lịch sử
Giải bóng đá toàn Triều Tiên được Hội đồng Thể thao Triều Tiên cho ra đời năm 1921, trong khoảng thời gian Nhật chiếm đóng Triều Tiên.  Các câu lạc bộ bóng đá trẻ, sinh viên và trưởng thành từ các tỉnh được phép tham dự. Sau năm 1934, giải trở thành một phần của Đại hội Thể thao Quốc gia Triều Tiên, nơi mà nhà vô địch của các môn thể thao của Triều Tiên sẽ thi đấu với các nhà vô địch của Nhật Bản tại Triều Tiên. Hội đồng Thể thao Triều Tiên giải thể năm 1937, do áp lực từ chính quyền Nhật. KFA tiếp quản giải đấu sau năm 1938, nhưng sau đó bị hoãn sau năm 1940 với lý do tương tự trong Thế Chiến II.
Sau khi giải phóng Triều Tiên, KFA thành lập Giải vô địch bóng đá quốc gia năm 1946. Nhiều câu lạc bộ tới từ khắp Triều Tiên tham dự. Giải khởi tranh vào cuối thu, giống như giải tiền thân của nó, Giải bóng đá toàn Triều Tiên.
Giải đấu ngừng sau khi Giải bóng đá chuyên nghiệp Hàn Quốc (K-League) ra đời năm 1983, do các câu lạc bộ chuyên nghiệp và các cầu thủ nổi tiếng không chịu tham dự giải đấu. Đã có một vài cố gắng để hy vọng các câu lạc bộ chuyên nghiệp tham dự giải đấu, và họ đã thành công khi có nhiều câu lạc bộ hàng đầu tham dự và KFA đổi tên thành FA Cup trong các mùa 1988 và 1989. Tuy nhiên, giải đấu sớm trở lại thành giải nghiệp dư do những bất đồng giữa KFA và các câu lạc bộ bóng đá chuyên nghiệp. FA Cup  của KFA tách ra khỏi Giải vô địch bóng đá quốc gia năm 1996.  Hai giải đấu được hợp nhất lại năm 2000.

## Thể thức
1996-2005
Cúp Quốc gia Hàn Quốc thường diễn ra sau khi kết thúc mùa giải chính K-League, và thi đấu trong một khoảng thời gian ngắn. Các trận đấu diễn ra theo thể thức loại trực tiếp, với hiệp phụ và luân lưu nếu cần thiết. Các đội K-League được chọn là hạt giống của vòng 1, nhưng tất cả các trận đấu diễn ra trên sân trung lập, như ở Gimcheon và Namhae.
2006-
Để nâng cao vị thế của giải đấu, các trận đấu đã được diễn ra dàn trải trong suốt cả năm. Giải năm 2006, là một ví dụ, giải bắt đầu vào đầu tháng Ba, rồi các vòng diễn ra lần lượt vào tháng Tư, tháng Bảy, tháng Tám và tháng Mười một. Trận chung kết được thi đấu vào tháng Mười hai.
Cũng như trước, giải đấu diễn ra theo thể thức loại trực tiếp.

## Nhà tài trợ giải đấu
- 1996–1997: Không
- 1998: Sambo Change-up FA Cup
- 1999: Sambo Computer FA Cup
- 2000–2002: Seoul Bank FA Cup
- 2003–2015: Hana Bank FA Cup
- 2015–nay: KEB Hana Bank FA Cup

## Các đội vô địch (chỉ tính FA Cup sau 1996)
Pohang Steelers là câu lạc bộ thành công nhất của KFA Cup với 4 lần vô địch và có 5 câu lạc bộ bao gồm Pohang Steelers, Jeonnam Dragons, Jeonbuk Hyundai Motors, Suwon Samsung Bluewings và Seongnam FC (mỗi câu lạc bộ 3 lần) là có hơn một lần vô địch Cúp Quốc gia Hàn Quốc

### Danh hiệu theo mùa bóng
| Năm  | Vô địch                 | Á quân                     | Tỉ số                                        |
| ---- | ----------------------- | -------------------------- | -------------------------------------------- |
| 1996 | Pohang Atoms            | Suwon Samsung Bluewings    | 0–0 (7–6 PSO)                                |
| 1997 | Jeonnam Dragons         | Cheonan Ilhwa Chunma       | 1–0                                          |
| 1998 | Anyang LG Cheetahs      | Ulsan Hyundai Horangi      | 2–1                                          |
| 1999 | Cheonan Ilhwa Chunma    | Chonbuk Hyundai Dinos      | 3–0                                          |
| 2000 | Jeonbuk Hyundai Motors  | Seongnam Ilhwa Chunma      | 2–0                                          |
| 2001 | Daejeon Citizen         | Pohang Steelers            | 1–0                                          |
| 2002 | Suwon Samsung Bluewings | Pohang Steelers            | 1–0                                          |
| 2003 | Jeonbuk Hyundai Motors  | Jeonnam Dragons            | 2–2 (4–2 PSO)                                |
| 2004 | Busan I'Cons            | Bucheon SK                 | 1–1 (4–3 PSO)                                |
| 2005 | Jeonbuk Hyundai Motors  | Ulsan Hyundai Mipo Dolphin | 1–0                                          |
| 2006 | Jeonnam Dragons         | Suwon Samsung Bluewings    | 2–0                                          |
| 2007 | Jeonnam Dragons         | Pohang Steelers            | 3–2 (lượt đi), 3–1 (lượt về) 6–3(Tổng tỉ số) |
| 2008 | Pohang Steelers         | Gyeongnam FC               | 2–0                                          |
| 2009 | Suwon Samsung Bluewings | Seongnam Ilhwa Chunma      | 1–1 (4–2 PSO)                                |
| 2010 | Suwon Samsung Bluewings | Busan IPark                | 1–0                                          |
| 2011 | Seongnam Ilhwa Chunma   | Suwon Samsung Bluewings    | 1–0                                          |
| 2012 | Pohang Steelers         | Gyeongnam                  | 1–0                                          |
| 2013 | Pohang Steelers         | Jeonbuk Hyundai Motors     | 1–1 (4–3 PSO)                                |
| 2014 | Seongnam FC             | FC Seoul                   | 0–0 (4–2 PSO)                                |
| 2015 | FC Seoul                | Incheon United             | 3–1                                          |
| 2016 | Suwon Samsung Bluewings | FC Seoul                   |                                              |
| 2017 | Ulsan Hyundai           | Busan IPark                |                                              |
| 2018 | Daegu FC                | Ulsan Hyundai              |                                              |

### Danh hiệu theo câu lạc bộ
- Theo thống kê chính thức của K League thi câu lạc bộ hiện tại sẽ kế thừa lịch sử và kết quả của câu lạc bộ tiền thân.[6]

| Câu lạc bộ                 | Vô địch | Á quân | Mùa vô địch            | Mùa á quân       |
| -------------------------- | ------- | ------ | ---------------------- | ---------------- |
| Pohang Steelers            | 4       | 3      | 1996, 2008, 2012, 2013 | 2001, 2002, 2007 |
| Suwon Samsung Bluewings    | 3       | 3      | 2002, 2009, 2010       | 1996, 2006, 2011 |
| Seongnam FC                | 3       | 3      | 1999, 2011, 2014       | 1997, 2000, 2009 |
| Jeonbuk Hyundai Motors     | 3       | 2      | 2000, 2003, 2005       | 1999, 2013       |
| Jeonnam Dragons            | 3       | 1      | 1997, 2006, 2007       | 2003             |
| FC Seoul                   | 2       | 1      | 1998, 2015             | 2014             |
| Busan IPark                | 1       | 1      | 2004                   | 2010             |
| Daejeon Citizen            | 1       | 0      | 2001                   |                  |
| Gyeongnam FC               | 0       | 2      |                        | 2008, 2012       |
| Ulsan Hyundai              | 0       | 1      |                        | 1998             |
| Jeju United                | 0       | 1      |                        | 2004             |
| Ulsan Hyundai Mipo Dolphin | 0       | 1      |                        | 2005             |
| Incheon United             | 0       | 1      |                        | 2015             |

### Theo khu vực
| Thành phố / Khu vực | Số danh hiệu | Câu lạc bộ                                              |
| ------------------- | ------------ | ------------------------------------------------------- |
| Pohang              | 4            | Pohang Atoms (1996), Pohang Steelers (2008, 2012, 2013) |
| Jeonnam             | 3            | Jeonnam Dragons (1997, 2006, 2007)                      |
| Jeonbuk             | 3            | Jeonbuk Hyundai Motors (2000, 2003, 2005)               |
| Suwon               | 3            | Suwon Samsung Bluewings (2002, 2009, 2010)              |
| Seongnam            | 2            | Seongnam Ilhwa Chunma (2011), Seongnam FC (2014)        |
| Anyang              | 1            | Anyang LG Cheetahs (1998)                               |
| Cheonan             | 1            | Cheonan Ilhwa Chunma (1999)                             |
| Daejeon             | 1            | Daejeon Citizen (2001)                                  |
| Busan               | 1            | Busan I'Cons (2004)                                     |
| Seoul               | 1            | FC Seoul (2015)                                         |

### Theo tỉnh
| Tỉnh             | Số danh hiệu | Thành phố / Khu vực | Câu lạc bộ                                              |
| ---------------- | ------------ | ------------------- | ------------------------------------------------------- |
| Vùng Thủ đô      | 7            | (3) Suwon           | Suwon Samsung Bluewings (2002, 2009, 2010)              |
| Vùng Thủ đô      | 7            | (2) Seongnam        | Seongnam Ilhwa Chunma (2011), Seongnam FC (2014)        |
| Vùng Thủ đô      | 7            | (1) Anyang          | Anyang LG Cheetahs (1998)                               |
| Vùng Thủ đô      | 7            | (1) Seoul           | FC Seoul (2015)                                         |
| Vùng Jeolla      | 6            | (3) Jeonnam         | Jeonnam Dragons (1997, 2006, 2007)                      |
| Vùng Jeolla      | 6            | (3) Jeonbuk         | Jeonbuk Hyundai Motors (2000, 2003, 2005)               |
| Vùng Gyeongsang  | 5            | (4) Pohang          | Pohang Atoms (1996), Pohang Steelers (2008, 2012, 2013) |
| Vùng Gyeongsang  | 5            | (1) Busan           | Busan I'Cons (2004)                                     |
| Vùng Chungcheong | 2            | (1) Cheonan         | Cheonan Ilhwa Chunma (1999)                             |
| Vùng Chungcheong | 2            | (1) Daejeon         | Daejeon Citizen (2001)                                  |
| Vùng Gangwon     | 0            |                     |                                                         |
| Vùng Jeju        | 0            |                     |                                                         |

*Chunma nghĩa là pegasus

## Giải cá nhân

### Cầu thủ xuất sắc nhất
| Năm  | Cầu thủ          | Câu lạc bộ              |
| ---- | ---------------- | ----------------------- |
| 1996 | Cho Jin-Ho       | Pohang Steelers         |
| 1997 | Kim Jung-Hyuk    | Jeonnam Dragons         |
| 1998 | Kang Chun-Ho     | Anyang LG Cheetahs      |
| 1999 | Park Nam-Yeol    | Cheonan Ilhwa Chunma    |
| 2000 | Park Seong-Bae   | Jeonbuk Hyundai Motors  |
| 2001 | Kim Eun-Jung     | Daejeon Citizen         |
| 2002 | Seo Jung-Won     | Suwon Samsung Bluewings |
| 2003 | Edmilson         | Jeonbuk Hyundai Motors  |
| 2004 | Kim Yong-Dae     | Busan I'Cons            |
| 2005 | Milton Rodríguez | Jeonbuk Hyundai Motors  |
| 2006 | Kim Hyo-Il       | Jeonnam Dragons         |
| 2007 | Kim Chi-Woo      | Jeonnam Dragons         |
| 2008 | Choi Hyo-Jin     | Pohang Steelers         |
| 2009 | Lee Woon-Jae     | Suwon Samsung Bluewings |
| 2010 | Yeom Ki-Hun      | Suwon Samsung Bluewings |
| 2011 | Cho Donggeon     | Seongnam Ilhwa Chunma   |
| 2012 | Hwang Ji-Soo     | Pohang Steelers         |
| 2013 | Shin Hwa-Yong    | Pohang Steelers         |
| 2014 | Park Jun-hyuk    | Seongnam FC             |
| 2015 | Yojiro Takahagi  | FC Seoul                |

### Cầu thủ ghi nhiều bàn thắng nhất
※ Các bàn thắng được tính từ Vòng 32 đội, Cầu thủ được trao giải phải ghi hơn 4 bàn.

※ Các năm 2002, 2003, 2007, 2012, 2013 và 2015 giải không được trao, do cầu thủ ghi nhiều bàn thắng nhất chỉ có 3 bàn hoặc có nhiều hơn 1 cầu thủ ghi nhiều bàn thắng nhất.
| Năm  | Cầu thủ          | Câu lạc bộ              | Số bàn          |
| ---- | ---------------- | ----------------------- | --------------- |
| 1996 | Denis Laktionov  | Suwon Samsung Bluewings | 4               |
| 1997 | Roh Sang-Rae     | Jeonnam Dragons         | 6               |
| 1998 | Kim Jong-Kun     | Ulsan Hyundai           | 5               |
| 1999 | Choi Yong-Soo    | Anyang LG Cheetahs      | 5               |
| 2000 | Cesar            | Jeonnam Dragons         | 4               |
| 2001 | Kim Eun-Jung     | Daejeon Citizen         | 4               |
| 2001 | Choi Sung-Kuk    | Korea University        | 4               |
| 2002 | Không trao giải  | Không trao giải         | Không trao giải |
| 2003 | Không trao giải  | Không trao giải         | Không trao giải |
| 2004 | Wang Jung-Hyun   | FC Seoul                | 5               |
| 2004 | Jung Jo-Gook     | FC Seoul                | 5               |
| 2005 | Milton Rodríguez | Jeonbuk Hyundai Motors  | 6               |
| 2006 | Jang Nam-Seok    | Daegu FC                | 3               |
| 2007 | Không trao giải  | Không trao giải         | Không trao giải |
| 2008 | Kim Dong-Chan    | Gyeongnam FC            | 6               |
| 2009 | Stevica Ristić   | Pohang Steelers         | 5               |
| 2010 | Ji Dong-Won      | Jeonnam Dragons         | 5               |
| 2010 | Índio            | Jeonnam Dragons         | 5               |
| 2011 | Go Seul-Ki       | Ulsan Hyundai           | 4               |
| 2012 | Không trao giải  | Không trao giải         | Không trao giải |
| 2013 | Không trao giải  | Không trao giải         | Không trao giải |
| 2014 | Kaio             | Jeonbuk Hyundai Motors  | 4               |
| 2015 | Không trao giải  | Không trao giải         | Không trao giải |

## Các nhà vô địch từ trước tới nay (bao gồm các Cúp cũ)
Thành tích của FA Cup bao gồm các Cup không còn tồn tại (Giải bóng đá toàn Triều Tiên, Giải vô địch bóng đá quốc gia Hàn Quốc).